# Strength Power Will Passion
Strength Power Will Passion — девятый студийный альбом немецкой группы Holy Moses. Был записан и выпущен в мае 2005 года.

## Список композиций
1. «Angel Cry» — 3:41
2. «End of Time» — 3:48
3. «Symbol of Spirit» — 3:41
4. «Examination» — 4:15
5. «I Will» — 3:41
6. «Space Clearing» — 4:34
7. «Sacred Crystals» — 3:48
8. «Lost Inside» — 3:44
9. «Death Bells II» — 3:44
10. «Rebirthing» — 2:35
11. «Seasons in the Twilight» — 3:57
12. «Say Goodbye» — 24:36

## Участники записи
- Сабина Классен — вокал
- Франки Бротс — гитара
- Михаэль Ханкель — гитара
- Алекс Дэ Бланко — бас
- Жульен Шмидт — ударные